# Dámaso López Rodríguez
Dámaso López Rodríguez est un homme politique espagnol membre du Parti populaire (PP).

## Biographie

### Vie privée
Il est père d'une fille et un fils.

### Activités politiques
Il est conseiller municipal de Monforte de Lemos de 1991 à 1995 et de 2007 à 2011. De 2005 à 2012, il est député au Parlement de Galice.
Le 20 novembre 2011, il est élu sénateur pour Lugo au Sénat et réélu en 2015 et 2016.